# From Hell (film)
From Hell är en amerikansk film från 2001 i regi av bröderna Hughes. Filmen är baserad på serieromanen med samma namn av Alan Moore och Eddie Campbell, som är baserad på Jack Uppskärarens härjningar.

## Handling
Året är 1888 och staden är London. Mary Kelly och hennes väninnor försörjer sig som prostituerade. En av Marys vänner försvinner mystiskt och en efter en av hennes vänner hittas till slut brutalt mördade. Inspektör Fred Abberline försöker utreda morden, bland annat med hjälp av sin märkliga förmåga att kunna se in i framtiden när han har rökt opium som han är näst intill beroende av. Abberline har en teori om att morden utförts av någon med kunskaper i kirurgi. Spåren visar sig leda ända in i det brittiska kungahuset.

## Rollista i urval
- Johnny Depp - Kriminalkommissarie Fred Abberline
- Heather Graham - Mary Kelly
- Ian Holm - Sir William Gull
- Robbie Coltrane - Sergeant Peter Godley
- Ian Richardson - Sir Charles Warren, chef för Metropolitanpolisen
- Jason Flemyng - John Netley, kusk
- Samantha Spiro - Martha Tabram, prostituerad
- Annabelle Apsion - Polly Nichols, prostituerad
- Katrin Cartlidge - Annie Chapman, prostituerad
- Susan Lynch - Liz Stride, prostituerad
- Lesley Sharp - Kate Eddowes, prostituerad
- Estelle Skornik - Ada, vän till Liz Stride
- Paul Rhys - Dr. Ferral
- Vincent Franklin - George Lusk, ordförande i Whitechapel Vigilance Committee.
- Ian McNeice - rättsläkare Robert Drudge
- David Schofield - McQueen
- Sophia Myles - Victoria Abberline, Abberlines hustru

## Mottagande
Variety var inte imponerade i sin recension och ansåg att filmen var mer konventionell skräck i gammaldags Londonmiljö än som deckargåta.